# Apseudes paragracilis
Apseudes paragracilis är en kräftdjursart som beskrevs av Kudinova-pasternak 1975. Apseudes paragracilis ingår i släktet Apseudes och familjen Apseudidae. Inga underarter finns listade i Catalogue of Life.